# André Janones
André Luis Gaspar Janones (Ituiutaba, 5 de maio de 1984) é um advogado, influenciador digital e político brasileiro filiado ao Avante. Atualmente, é deputado federal por Minas Gerais desde 2019. Desde 15 de julho de 2025, está com o mandato suspenso por três meses devido à decisão do Conselho de Ética e Decoro Parlamentar da Câmara dos Deputados.

## Biografia
Nasceu em Ituiutaba, em 5 de maio de 1984, filho de Divina Gaspar Janones.
Seu primeiro emprego foi como cobrador de ônibus entre 2003 e 2005. Em 2004, conseguiu uma bolsa de estudos na então Fundação Educacional de Ituiutaba, hoje Universidade do Estado de Minas Gerais (UEMG).
Em 2005, passou a trabalhar como escrevente no Tribunal de Justiça do Estado de Minas Gerais (TJMG), em Ituiutaba. Em 2008, foi aprovado no exame da Ordem dos Advogados do Brasil (OAB) e constituiu seu escritório André Janones & Advogados Associados.
É membro da Igreja Batista da Lagoinha.

## Vida política
Em 2016, se candidatou a prefeito de Ituiutaba, terminando em segundo lugar, com 13 759 votos (24,40% dos votos válidos). Ganhou notoriedade ao se autoproclamar uma das principais lideranças da greve dos caminhoneiros no Brasil em 2018 e, em decorrência disso, acabou sendo eleito deputado federal nas eleições de 2018. Foi o terceiro deputado federal mais votado de Minas Gerais, recebendo 178 660 votos (1,77% dos votos válidos na eleição). Recebeu destaque durante as votações do Auxílio Emergencial, onde sua live no Facebook chegou a ser a mais comentada do mundo ocidental, com 3,3 milhões de visualizações e 177 mil comentários, igualando a marca da cantora sertaneja Marília Mendonça.
Sua pré-candidatura à presidência da República, pelo seu partido, Avante, foi oficializada em 29 de janeiro de 2022. Em 4 de agosto de 2022, durante uma transmissão ao vivo ao lado do ex-presidente e candidato Luiz Inácio Lula da Silva (PT), Janones anunciou a desistência da candidatura para apoiar o petista: “A partir desse momento a nossa candidatura está unificada e passa a ser representada pela candidatura do presidente Lula”, declarou. Após a desistência, Janones passou a contribuir com as redes sociais de Lula.
No dia 2 de agosto de 2022, o Tribunal Regional Eleitoral de Minas Gerais determinou a cassação do mandato de Janones junto a demais deputados eleitos pelo Avante após o Ministério Público denunciar que em 2018 o partido havia lançado candidaturas femininas de forma fraudulenta para simular o preenchimento da cota de gênero.

### Eleição de 2022
André Janones atuou nas redes sociais na campanha de Luiz Inácio Lula da Silva na eleição presidencial de 2022 com as mesmas técnicas do bolsonarismo. Apesar de seu número de seguidores ser menor do que a de Bolsonaro, ele conseguiu aumentar o engajamento a favor de Lula com a técnica de "guerrilha", onde divulga notícias com o objetivo de destruir a imagem do adversário. Por isso, foi apelidado de "cachorro louco" e "Carluxo da esquerda". Seu estilo de publicações ganhou o nome de "janonismo cultural" e foi reconhecido no exterior. Ele participou de documentário nos Estados Unidos de como combater a direita em redes sociais, já deu entrevistas sobre o assunto para o The New Yorker e Al Jazeera e foi convidado a palestrar na conferência EuroLeads em Lisboa.
Durante o primeiro debate presidencial na Band, Janones se envolveu em uma polêmica com o ex-Ministro do Meio Ambiente, Ricardo Salles ao afirmar que no governo Lula o desmatamento foi menor no que no governo Bolsonaro, com ambos tendo que ser separados pelos seguranças. Ele também já postou notícias falsas, dentre elas: o suposto fim do Auxílio Brasil;  a acusação de que Roberto Jefferson seria coordenador informal da campanha presidencial de Jair Bolsonaro; que Jair Bolsonaro nomearia o ex-presidente Fernando Collor de Mello como ministro, se reeleito; que Bolsonaro fez um pacto com a maçonaria para vencer a eleição presidencial de 2018; que o ex-jogador Robinho não seria extraditado a Itália, onde foi condenado por estupro, por ser apoiador de Bolsonaro; que o PL, partido de Bolsonaro, teria participado da suspensão do piso salarial da enfermagem; e que Bolsonaro havia defendido a redução do salário mínimo.
O Progressistas (PP) e o Partido Liberal (PL) entraram com pedidos de impeachment contra Janones. O Tribunal Superior Eleitoral (TSE) monitorou suas redes sociais durante a eleição e ordenou a exclusão de algumas das notícias falsas publicadas pelo influenciador digital.
Em 2 de outubro de 2022, foi eleito para um segundo mandato como deputado, obtendo 238 967 votos (2,13%).
Janones fez parte da equipe do gabinete de transição da Comunicação Social do governo Lula.
Em novembro de 2022, Janones acusou, em suas redes sociais, o Paraná Pesquisas de ter recebido 13 milhões de reais do governo federal por meio da Secretaria da Comunição (Secom). O instituto divulgou uma nota de esclarecimento rebatendo as acusações e afirmou que entraria com um processo contra o parlamentar.
Em seu livro lançado em novembro de 2023, "Janonismo cultural: o uso das redes sociais e a batalha pela democracia no Brasil", que descreve os bastidores da disputa presidencial, Janones admitiu ter manipulado informações para "desestabilizar" Bolsonaro, citando como exemplo o suposto acesso a informações comprometedoras do celular de Gustavo Bebianno que ele afirmou ter tido nas vésperas do debate exibido na Globo, durante o segundo turno.

### Processo sobre a prática da rachadinha e acordo judicial
No dia 27 de novembro de 2023, o portal Metrópoles divulgou um áudio supostamente atribuído a André Janones no qual pedia uma parcela do salário de alguns de seus funcionários na Câmara dos Deputados para que pudesse cobrir os gastos de sua campanha para prefeitura de Ituiutaba em 2016.  O áudio teria sido gravado em 2019 pelo jornalista Cefas Luiz Paulino, que é ex-assessor de Janones e o acusa de ter cometido "rachadinha". O deputado André Janones nega as acusações e classifica a gravação como "clandestina e criminosa". Fabrício Queiroz que foi investigado por esquema de "rachadinha" e alvo de provocações por parte de Janones, reagiu a acusação contra Janones em tom de ironia e provocação, com a seguinte afirmação nas redes sociais "Olha ele aí, ó. Janones ladrone. Olha a rachadona do Janones. Acuse-os do que você faz, chame-os do que você é", disse Queiroz às gargalhadas insinuando que Janones seria culpado do mesmo crime pelo qual o atacou, diversas vezes.
Em janeiro de 2024, a Polícia Federal do Brasil pediu ao STF a quebra dos sigilos bancário e fiscal do deputado, além de outros investigados. No Twitter, Janones declarou: "Me causa estranheza a PF pedir a quebra de meu sigilo fiscal e bancário, sendo que eu já os coloquei a disposição desde o início das investigações, e até hoje não fui sequer ouvido".
Em fevereiro do mesmo ano, o ministro Luiz Fux, do Supremo Tribunal Federal (STF), autorizou a quebra do sigilo bancário e fiscal do deputado André Janones, de assessores e ex-assessores.
Em 5 de junho, o Conselho de Ética da Câmara decidiu arquivar, por 12 votos a 5, um processo disciplinar aberto contra o deputado André Janones por um suposto esquema de desvio de recursos públicos do gabinete parlamentar. Após a votação, Janones e deputados de oposição trocaram empurrões. Janones, então, precisou sair escoltado pela Polícia Legislativa até a saída do plenário.
Em 14 de junho, o Supremo Tribunal Federal (STF) decidiu receber uma queixa-crime do ex-presidente Jair Bolsonaro (PL) contra o deputado federal André Janones pelo crime de injúria. O placar foi de 8 a 3. Com essa maioria, Janones vira réu e responderá a uma ação penal.
Em 12 de setembro, a Polícia Federal do Brasil indiciou o deputado federal André Janones por suposta participação em um esquema de rachadinha em seu gabinete parlamentar.
Em 28 de outubro, a Procuradoria-Geral da República (PGR) ofereceu um acordo de não persecução penal (ANPP), que é negociado individualmente e, se fechado, pode encerrar a investigação; acordo esse que foi aceito pelo parlamentar em março de 2025, que concordou em devolver R$ 157,8 mil aos cofres públicos para não sofrer sanções penais.

### Suspensão de mandato
Em 15 de julho de 2025, o Conselho de Ética da Câmara dos Deputados aprovou a suspensão do mandato de Janones por um período de três meses, com vigência até 15 de outubro. A decisão foi motivada por um episódio ocorrido em 9 de julho, quando Janones se envolveu em uma discussão acalorada no plenário com o deputado Nikolas Ferreira, durante a qual proferiu declarações consideradas ofensivas e de cunho homofóbico ao parlamentar. O parecer foi aprovado por 15 votos favoráveis e 3 contrários.
A representação contra Janones foi apresentada pela Mesa Diretora da Câmara, com base em ofício do corregedor parlamentar, Diego Coronel, após provocação do Partido Liberal. A Mesa solicitava a suspensão por seis meses, mas o relator do caso, o deputado Fausto Júnior, recomendou a redução da penalidade para três meses, o que foi acolhido pela maioria do colegiado. No parecer aprovado, o relator afirmou que Janones teria proferido insultos como "capachos" e "vira-latas", além de ofensas de teor homofóbico, o que configuraria violação ao decoro parlamentar. Segundo o relator, as ações do deputado "ultrapassaram os limites da liberdade de expressão e da imunidade parlamentar", com uso de "linguagem ultrajante, injuriosa e desrespeitosa" durante sessão oficial.
Durante a reunião, Janones compareceu acompanhado de seu advogado e negou ter cometido infração ética, afirmando ter apenas reagido a ofensas. A defesa argumentou que não há provas que sustentem as acusações e pediu uma investigação mais aprofundada. Ele também declarou ter sido alvo de agressões físicas pelo que chamou de "tropa de choque bolsonarista" na Câmara e informou ter registrado queixa-crime e realizado exame de corpo de delito. O deputado tem o direito de recorrer da decisão ao plenário da Câmara dos Deputados no prazo de até 24 horas após a notificação da punição. Janones afirmou que apresentará o recurso. O Conselho de Ética ainda poderá deliberar futuramente sobre a abertura de um novo processo disciplinar contra ele, havendo até a possibilidade de cassação do mandato.

## Desempenho eleitoral
| Ano  | Eleição                   | Partido | Candidato a      | Votos   | %      | Resultado  | Ref    |
| ---- | ------------------------- | ------- | ---------------- | ------- | ------ | ---------- | ------ |
| 2016 | Municipal de Ituiutaba/MG | PSC     | Prefeito         | 13 759  | 24,40% | Não Eleito | [ 6 ]  |
| 2018 | Estadual de Minas Gerais  | Avante  | Deputado Federal | 178 660 | 1,77%  | Eleito     | [ 8 ]  |
| 2022 | Estadual de Minas Gerais  | Avante  | Deputado Federal | 238 967 | 2,13%  | Eleito     | [ 30 ] |